# Mistrzostwa Polski w Badmintonie 2017
53. Mistrzostwa Polski w badmintonie odbyły się w Białymstoku w dniach 15–18 czerwca 2017 roku w Hali Centrum Badmintona przy ZS nr 6.

## Medaliści mistrzostw
| Konkurencja:            | Złoto:                                                                                | Srebro:                                                                                  | Brąz: |
| gra pojedyncza mężczyzn | Mateusz Dubowski (UKS Hubal Białystok)                                                | Hubert Pączek (AZS AGH Kraków)                                                           | Rafał Hawel (-) Mateusz Świerczyński (UKS Orkan Przeźmierowo) |
| gra pojedyncza kobiet   | Wiktoria Dąbczyńska (MKS Orlicz Suchedniów)                                           | Kornelia Marczak (UKS Plesbad Pszczyna)                                                  | Joanna Stanisz (ABRM Warszawa) Olga Miksza (ABRM Warszawa) |
| gra podwójna mężczyzn   | Adam Cwalina (SKB Litpol-Malow Suwałki) Robert Mateusiak (UKS Hubal Białystok)        | Paweł Pietryja (UKS Plesbad Pszczyna) Przemysław Szydłowski (LKS Technik Głubczyce)      | Paweł Prądziński (KS Match Point Ślęza) Jan Rudziński (AZS AGH Kraków) Mateusz Świerczyński (UKS Orkan Przeźmierowo) Piotr Wasiluk (UKS Hubal Białystok)           |
| gra podwójna kobiet     | Agnieszka Wojtkowska (LKS Technik Głubczyce) Aneta Wojtkowska (LKS Technik Głubczyce) | Kamila Augustyn (SKB Litpol-Malow Suwałki) Monika Bieńkowska (SKB Litpol-Malow Suwałki)  | Dominika Cygan (AZS UM Łódź) Małgorzata Janiaczyk (-) Wiktoria Dąbczyńska (MKS Orlicz Suchedniów) Aleksandra Goszczyńska (UKSB Milenium Warszawa)                  |
| gra mieszana            | Robert Mateusiak (UKS Hubal Białystok) Nadieżda Zięba (UKS Hubal Białystok)           | Wojciech Szkudlarczyk (UKS Hubal Białystok) Agnieszka Wojtkowska (LKS Technik Głubczyce) | Michał Łogosz (SKB Litpol-Malow Suwałki) Kamila Augustyn (SKB Litpol-Malow Suwałki) Paweł Pietryja (UKS Plesbad Pszczyna) Aneta Wojtkowska (LKS Technik Głubczyce) |